# Anton Thaddäus von Sumerau

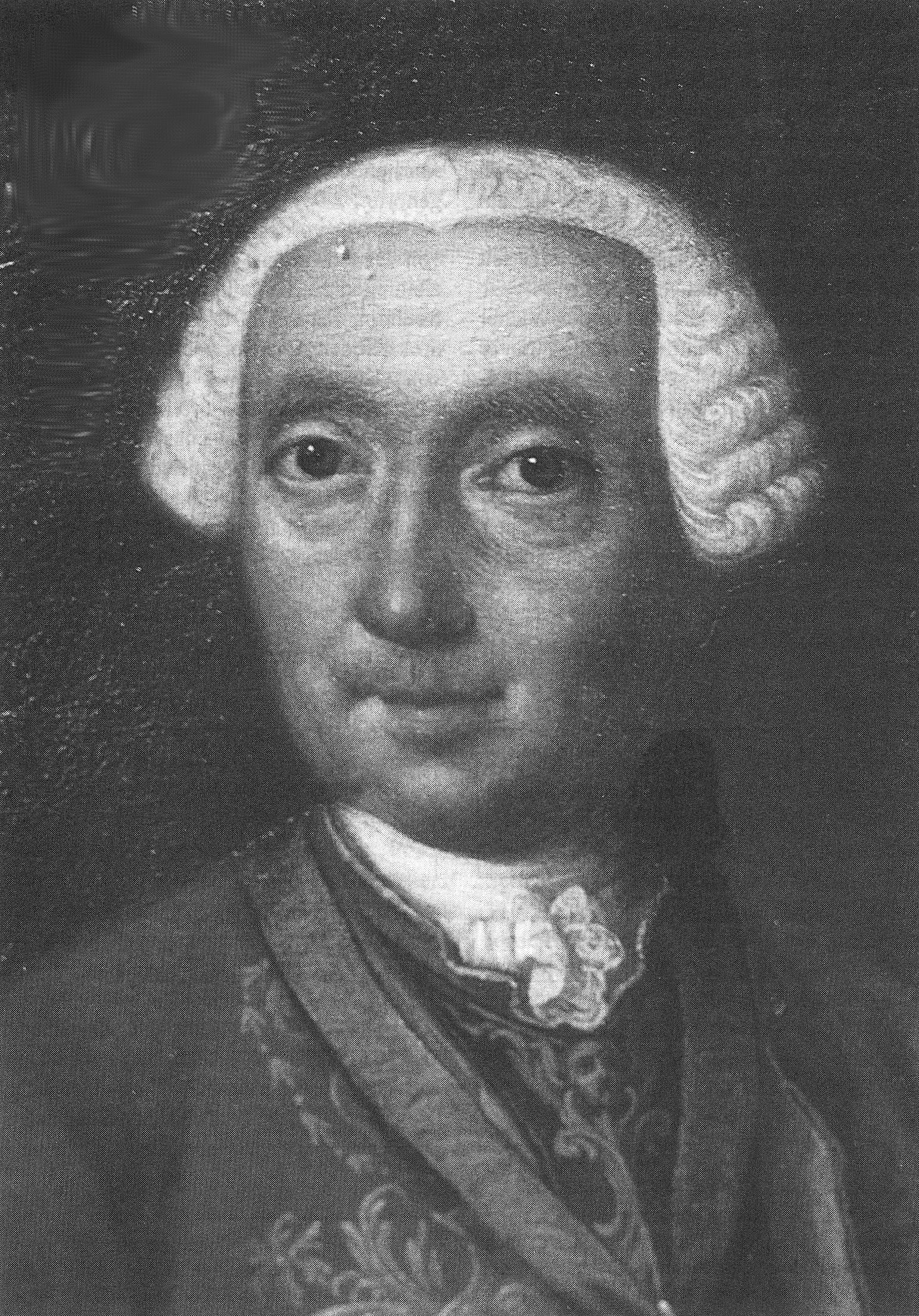
Anton Thaddäus von Sumerau, erster vorderösterreichischer Regierungspräsident

Anton Thaddäus von Sumerau (* 23. März 1697 in Lenz; † 17. Februar 1771 in Freiburg im Breisgau) war ab 1753 der erste vorderösterreichische Regierungspräsident zunächst in Konstanz und ab 1759 in Freiburg.

## Ausbildung und frühe Jahre
Die Vogt von Alten-Sumerau und Prasberg kamen aus der Gegend von Tettnang und hatten u. a. Besitz im Breisgau erworben. Anton Thaddäus von Sumerau stammte aus einer schweizerischen Nebenlinie, die bereits im 14. Jahrhundert nach Graubünden ausgewandert war. Er promovierte 1721 in Wien zum Dr. jur. und war dann bis zu seiner Ernennung zum oberösterreichischen Regierungsrat 1729 in der kaiserlichen Hofhaltung tätig. 1723 heiratete er in Wien Maria Elisabeth von Lambeckhoven (1704–65). Von der Hauptstadt aus nahm er Kontakt mit seinen entfernten Vettern am Bodensee auf und erreichte wegen seiner großen und vielfältigen, wohlthätigen und auch günstigen Bezeugungen 1738 die Aufnahme in die Breisgauer Ritterschaft. 1745 erhielt Sumerau ein Freiherrendiplom.

## Beruflicher Werdegang
Sumerau war zunächst Referent für die ober- und vorderösterreichischen Lande und saß ab 1746 mit dem Titel Vize-Hofkanzler und geheimer Rat in Innsbruck. 1750 schickte ihn die Regierung als Hofkommissar nach Breisach, um dort Streitigkeiten zwischen dem Rat und dem Bürgermeister zu schlichten. Wohl auch wegen der Berichte an die Wiener Regierung, die Sumerau 1751 nach einer Inspektionsreise durch den Breisgau verfasste, beschloss Maria Theresia am 24. April 1752, Vorderösterreich als eigenständige Provinz von Tirol zu trennen. Erster vorderösterreichischer Regierungspräsident wurde Sumerau am 1. Januar 1753 mit Sitz zunächst in Konstanz, doch mit der Verlegung der Verwaltung 1759 nach Freiburg, wurde das ehemalige Stürtzelsche Palais Sumeraus Regierungssitz.

## Tätigkeit als vorderösterreichischer Regierungspräsident
Sumerau fand im Breisgau eine über Jahrhunderte gewachsene Ständegesellschaft vor, deren Vorstellungen über Macht mit dem eines von Wien angestrebten absoluten Herrschersystems nicht übereinstimmten. Die Stände als Inhaber der Grundherrschaft sahen sich weiterhin als Mittler zwischen der Regierung und den Untertanen. Der Wiener Hof wollte jedoch mit Hilfe seines Regierungspräsidenten die direkte Staatsaufsicht tatkräftig durchführen und vor allem bei den Steuern die zu Gott gefällige Gleichheit in Kraft treten lassen. Doch die Stände verteidigten ihre alten Privilegien, so dass Maria Theresia durch verschiedene Querelen mit den Breigauer Ständen polarisiert beschloss, die Ständeversammlungen zu entmachten. Sie wurden am 4. Juli 1764 mit kaiserlichem Dekret durch einen gemeinsamen Konsess ersetzt, der aus je zwei Vertretern der drei Stände bestand und als Präsidenten von Sumerau zu akzeptieren hatte. Die Steuerreform, welche den Ritteradel und die Prälaten in den Kreise der Steuerpflichtigen zwang, brachte Sumerau im Breisgau bis 1764 zum Abschluss.
Damit war sein Kampf jedoch nicht vorüber, denn auch die von Maria Theresia seit 1752 geforderte Hochschulreform mit dem Ziel, das mittelalterliche Unterrichtssystem an der Albertina durch moderne Methoden zu ersetzen, stieß auf Widerstand in der konservativen Professorenschaft. Als sie sich beharrlich weigerte, die Neuordnung umzusetzen, schickte Joseph II. zur Unterstützung des Präsidenten den energischen Regierungsrat Hermann von Greiffenegg nach Freiburg, der kurzerhand die bestehende Universitätsverfassung aufhob und den Senat entließ. Am 1. April 1767 oktroyierte Greiffenegg der Universität mit einem Hofdekret eine neue Konsistorialverfassung.
In den Jahren 1769/68 ließ Sumeraus Gesundheit nach und er musste sich bei seinen Amtsgeschäften häufig vertreten lassen. Am 18. Januar 1769 wurde er mit seinen vollen Bezügen von 6000 fl. pensioniert. Ein wenig mehr als zwei Jahre erlebte Sumerau noch seinen Ruhestand. Der erste Freiburger Regierungspräsident liegt in der Heimhofer-Kapelle im Chorumgang des Freiburger Münster begraben.

## Familie
Seine Frau Maria Elisabeth von Lambeckhoven, die er 1723 in Wien geheiratet hatte, verstarb 1765 noch während seiner Dienstzeit in Freiburg.
Im gleichen Jahr konnte er seine 1745 erworbene Reichsfreiherrenwürde den Kindern seines bereits verstorbenen Bruders Johann Matthaeus Vogt (von Summerau) vermachen: Joseph Thaddäus, Maria und Anna. Sie trugen fortan den Titel von Sumerau Vogt und Freiherr auf Altensumerau. Dieses Privileg wurde Sumerau in einem am 3. August 1765 in Wien gezeichneten Diplom gewährt. Dies weist darauf hin, dass er wohl kinderlos gestorben ist.